# Okręg wyborczy nr 6 do Sejmu Rzeczypospolitej Polskiej
Okręg wyborczy nr 6 do Sejmu Rzeczypospolitej Polskiej obejmuje obszar miasta na prawach powiatu Lublina oraz powiatów janowskiego, kraśnickiego, lubartowskiego, lubelskiego, łęczyńskiego, łukowskiego, opolskiego, puławskiego, ryckiego i świdnickiego (województwo lubelskie). W obecnym kształcie został utworzony w 2001. Wybieranych jest w nim 15 posłów w systemie proporcjonalnym.
Siedzibą okręgowej komisji wyborczej jest Lublin.

## Wyniki wyborów
| Podział 15 mandatów: SLD–UP: 5 Samoobrona: 2 PSL: 3 PO: 1 PiS: 2 LPR: 2 |

| Podział 15 mandatów: SLD: 1 Samoobrona: 2 PSL: 2 PO: 3 PiS: 5 LPR: 2 |

| Podział 15 mandatów: LiD: 1 PSL: 2 PO: 5 PiS: 7 |

| Podział 15 mandatów: SLD: 1 RP: 2 PSL: 2 PO: 4 PiS: 6 |

| Podział 15 mandatów: PSL: 1 K’15: 1 PO: 3 PiS: 10 |

| Podział 15 mandatów: SLD: 1 KO: 3 PSL: 1 Konfederacja: 1 PiS: 9 |

| Podział 15 mandatów: NL: 1 KO: 3 TD: 2 Konfederacja: 1 PiS: 8 |

## Reprezentanci okręgu
| Sejm | Rok  | Poseł KW           | Poseł KW              | Poseł KW          | Poseł KW           | Poseł KW          | Poseł KW                            | Poseł KW       | Poseł KW       | Poseł KW             | Poseł KW                               | Poseł KW        | Poseł KW                           | Poseł KW             | Poseł KW         | Poseł KW      | Poseł KW                                   | Poseł KW           | Poseł KW       | Poseł KW                         | Poseł KW             | Poseł KW               | Poseł KW          | Poseł KW | Poseł KW                       | Poseł KW | Poseł KW            | Poseł KW | Poseł KW        | Poseł KW | Poseł KW               |
| ---- | ---- | ------------------ | --------------------- | ----------------- | ------------------ | ----------------- | ----------------------------------- | -------------- | -------------- | -------------------- | -------------------------------------- | --------------- | ---------------------------------- | -------------------- | ---------------- | ------------- | ------------------------------------------ | ------------------ | -------------- | -------------------------------- | -------------------- | ---------------------- | ----------------- | -------- | ------------------------------ | -------- | ------------------- | -------- | --------------- | -------- | ---------------------- |
| IV   | 2001 |                    | I. Sierakowska SLD–UP |                   | Z. Podkański PSL   |                   | G. Kurczuk SLD–UP (2001) SLD (2005) |                | E. Kruk PiS    |                      | J. Żywiec Samoobrona                   |                 | G. Masłowska LPR (2001) PiS (2007) |                      | Z. Gilowska PO   |               | R. Luśnia LPR                              |                    | W. Osik SLD–UP |                                  | L. Świętochowski PSL |                        | A. Kasznia SLD–UP |          | A. Mańka PiS (2001) LPR (2005) |          | Z. Szymański SLD–UP |          | T. Polański PSL |          | S. Głębocki Samoobrona |
| IV   | 2003 | M. Widz Samoobrona | I. Sierakowska SLD–UP |                   | Z. Podkański PSL   |                   | G. Kurczuk SLD–UP (2001) SLD (2005) |                | E. Kruk PiS    |                      |                                        |                 | G. Masłowska LPR (2001) PiS (2007) |                      | Z. Gilowska PO   |               | R. Luśnia LPR                              |                    | W. Osik SLD–UP |                                  | L. Świętochowski PSL |                        | A. Kasznia SLD–UP |          | A. Mańka PiS (2001) LPR (2005) |          | Z. Szymański SLD–UP |          | T. Polański PSL |          | S. Głębocki Samoobrona |
| IV   | 2004 | M. Widz Samoobrona | I. Sierakowska SLD–UP | M. Wesołowski PSL |                    |                   | G. Kurczuk SLD–UP (2001) SLD (2005) |                | E. Kruk PiS    |                      |                                        |                 | G. Masłowska LPR (2001) PiS (2007) |                      | Z. Gilowska PO   |               | R. Luśnia LPR                              |                    | W. Osik SLD–UP |                                  | L. Świętochowski PSL |                        | A. Kasznia SLD–UP |          | A. Mańka PiS (2001) LPR (2005) |          | Z. Szymański SLD–UP |          | T. Polański PSL |          | S. Głębocki Samoobrona |
| V    | 2005 |                    | J. Bielecki PiS       | J. Łopata PSL     | A. Gut Samoobrona  | W. Karpiński PO   | G. Kurczuk SLD–UP (2001) SLD (2005) |                | E. Kruk PiS    | K. Michałkiewicz PiS |                                        | M. Sadurska PiS | G. Masłowska LPR (2001) PiS (2007) | H. Smolarz PSL       |                  | J. Żaczek PiS |                                            |                    | W. Wilk PO     |                                  | J. Palikot PO        | B. Borysiuk Samoobrona |                   |          | A. Mańka PiS (2001) LPR (2005) |          |                     |          |                 |          |                        |
| V    | 2006 | J. Stawiarski PiS  | J. Bielecki PiS       | J. Łopata PSL     | A. Gut Samoobrona  | W. Karpiński PO   | G. Kurczuk SLD–UP (2001) SLD (2005) |                |                | K. Michałkiewicz PiS |                                        | M. Sadurska PiS | G. Masłowska LPR (2001) PiS (2007) | H. Smolarz PSL       |                  | J. Żaczek PiS |                                            |                    | W. Wilk PO     |                                  | J. Palikot PO        | B. Borysiuk Samoobrona |                   |          | A. Mańka PiS (2001) LPR (2005) |          |                     |          |                 |          |                        |
| VI   | 2007 | J. Stawiarski PiS  |                       | J. Łopata PSL     | I. Sierakowska LiD | W. Karpiński PO   |                                     | E. Kruk PiS    |                | K. Michałkiewicz PiS | J. Mucha PO (2007) KO (2019) TD (2023) | M. Sadurska PiS | G. Masłowska LPR (2001) PiS (2007) |                      | E. Wojtas PSL    | J. Żaczek PiS |                                            | M. Gąsior-Marek PO | W. Wilk PO     |                                  | J. Palikot PO        | L. Sprawka PiS         |                   |          |                                |          |                     |          |                 |          |                        |
| VI   | 2010 | J. Stawiarski PiS  | M. Starownik PSL      | J. Łopata PSL     | I. Sierakowska LiD | W. Karpiński PO   |                                     | E. Kruk PiS    |                | K. Michałkiewicz PiS | J. Mucha PO (2007) KO (2019) TD (2023) | M. Sadurska PiS | G. Masłowska LPR (2001) PiS (2007) |                      |                  | J. Żaczek PiS |                                            | M. Gąsior-Marek PO | W. Wilk PO     |                                  | J. Palikot PO        | L. Sprawka PiS         |                   |          |                                |          |                     |          |                 |          |                        |
| VI   | 2011 | J. Stawiarski PiS  | M. Starownik PSL      | J. Łopata PSL     | I. Sierakowska LiD | W. Karpiński PO   | Z. Wojciechowski PO                 | E. Kruk PiS    |                | K. Michałkiewicz PiS | J. Mucha PO (2007) KO (2019) TD (2023) | M. Sadurska PiS | G. Masłowska LPR (2001) PiS (2007) |                      |                  | J. Żaczek PiS |                                            | M. Gąsior-Marek PO | W. Wilk PO     |                                  |                      | L. Sprawka PiS         |                   |          |                                |          |                     |          |                 |          |                        |
| VII  | 2011 |                    | J. Czerniak SLD       | J. Łopata PSL     |                    | W. Karpiński PO   | Z. Popiołek RP                      | E. Kruk PiS    | H. Smolarz PSL | K. Michałkiewicz PiS | J. Mucha PO (2007) KO (2019) TD (2023) | M. Sadurska PiS | G. Masłowska LPR (2001) PiS (2007) |                      | M. Kabaciński RP | J. Żaczek PiS | C. Kucharski PO                            | M. Gąsior-Marek PO |                |                                  |                      | L. Sprawka PiS         |                   |          |                                |          |                     |          |                 |          |                        |
| VII  | 2014 | J. Stawiarski PiS  | J. Czerniak SLD       | J. Łopata PSL     |                    | W. Karpiński PO   | Z. Popiołek RP                      | E. Kruk PiS    | H. Smolarz PSL | K. Michałkiewicz PiS | J. Mucha PO (2007) KO (2019) TD (2023) | M. Sadurska PiS | G. Masłowska LPR (2001) PiS (2007) |                      | M. Kabaciński RP |               | C. Kucharski PO                            | M. Gąsior-Marek PO |                |                                  |                      | L. Sprawka PiS         |                   |          |                                |          |                     |          |                 |          |                        |
| VII  | 2015 | J. Stawiarski PiS  | J. Czerniak SLD       | J. Łopata PSL     | K. Głuchowski PiS  | W. Karpiński PO   | Z. Popiołek RP                      | E. Kruk PiS    | H. Smolarz PSL | K. Michałkiewicz PiS | J. Mucha PO (2007) KO (2019) TD (2023) |                 | G. Masłowska LPR (2001) PiS (2007) |                      | M. Kabaciński RP |               | C. Kucharski PO                            | M. Gąsior-Marek PO |                |                                  |                      | L. Sprawka PiS         |                   |          |                                |          |                     |          |                 |          |                        |
| VIII | 2015 | J. Stawiarski PiS  |                       | J. Łopata PSL     | K. Głuchowski PiS  | W. Karpiński PO   | J. Bielecki PiS                     | E. Kruk PiS    |                | K. Michałkiewicz PiS | J. Mucha PO (2007) KO (2019) TD (2023) | S. Tułajew PiS  | G. Masłowska LPR (2001) PiS (2007) |                      | A. Soboń PiS     |               | J. Kulesza K’15 (2015) Konfederacja (2019) |                    | W. Wilk PO     |                                  | K. Szulowski PiS     | L. Sprawka PiS         |                   |          |                                |          |                     |          |                 |          |                        |
| VIII | 2018 | S. Skwarek PiS     | M. Marek PO           | J. Łopata PSL     | K. Głuchowski PiS  | W. Karpiński PO   | J. Bielecki PiS                     | E. Kruk PiS    |                | K. Michałkiewicz PiS | J. Mucha PO (2007) KO (2019) TD (2023) | S. Tułajew PiS  | G. Masłowska LPR (2001) PiS (2007) |                      | A. Soboń PiS     |               | J. Kulesza K’15 (2015) Konfederacja (2019) |                    |                |                                  | K. Szulowski PiS     | L. Sprawka PiS         |                   |          |                                |          |                     |          |                 |          |                        |
| VIII | 2019 | S. Skwarek PiS     | M. Marek PO           | J. Łopata PSL     | K. Głuchowski PiS  | W. Karpiński PO   | J. Bielecki PiS                     | A. Kałaska PiS |                | K. Michałkiewicz PiS | J. Mucha PO (2007) KO (2019) TD (2023) | S. Tułajew PiS  | G. Masłowska LPR (2001) PiS (2007) |                      | A. Soboń PiS     |               | J. Kulesza K’15 (2015) Konfederacja (2019) |                    |                |                                  | K. Szulowski PiS     | L. Sprawka PiS         |                   |          |                                |          |                     |          |                 |          |                        |
| IX   | 2019 | S. Skwarek PiS     | P. Czarnek PiS        | J. Łopata PSL     |                    |                   | J. Bielecki PiS                     | M. Wcisło KO   | K. Choma PiS   | J. Kanthak PiS       | J. Mucha PO (2007) KO (2019) TD (2023) | S. Tułajew PiS  | G. Masłowska LPR (2001) PiS (2007) |                      | A. Soboń PiS     |               | J. Kulesza K’15 (2015) Konfederacja (2019) | M. Krawczyk KO     |                | J. Czerniak SLD (2019) NL (2023) | K. Szulowski PiS     |                        |                   |          |                                |          |                     |          |                 |          |                        |
| IX   | 2022 | S. Skwarek PiS     | P. Czarnek PiS        | J. Łopata PSL     | L. Kowalczyk PiS   | K. Głuchowski PiS |                                     | M. Wcisło KO   | K. Choma PiS   | J. Kanthak PiS       | J. Mucha PO (2007) KO (2019) TD (2023) | S. Tułajew PiS  |                                    |                      | A. Soboń PiS     |               | J. Kulesza K’15 (2015) Konfederacja (2019) | M. Krawczyk KO     |                | J. Czerniak SLD (2019) NL (2023) | K. Szulowski PiS     |                        |                   |          |                                |          |                     |          |                 |          |                        |
| X    | 2023 | S. Skwarek PiS     | P. Czarnek PiS        | M. Moskal PiS     |                    | K. Hetman TD      |                                     | M. Wcisło KO   | K. Choma PiS   | J. Kanthak PiS       | J. Mucha PO (2007) KO (2019) TD (2023) | S. Tułajew PiS  | M. Filipek-Sobczak PiS             | B. Pejo Konfederacja | A. Soboń PiS     |               | K. Bojarski KO                             | M. Krawczyk KO     |                | J. Czerniak SLD (2019) NL (2023) |                      |                        |                   |          |                                |          |                     |          |                 |          |                        |
| X    | 2023 | S. Skwarek PiS     | P. Czarnek PiS        | M. Moskal PiS     | A. Baluch PiS      | K. Hetman TD      |                                     | M. Wcisło KO   | K. Choma PiS   | J. Kanthak PiS       | J. Mucha PO (2007) KO (2019) TD (2023) | S. Tułajew PiS  | M. Filipek-Sobczak PiS             | B. Pejo Konfederacja |                  |               | K. Bojarski KO                             | M. Krawczyk KO     |                | J. Czerniak SLD (2019) NL (2023) |                      |                        |                   |          |                                |          |                     |          |                 |          |                        |
| X    | 2024 | S. Skwarek PiS     | P. Czarnek PiS        | M. Moskal PiS     | A. Baluch PiS      | H. Smolarz TD     | B. Lisowska KO                      |                | K. Choma PiS   | J. Kanthak PiS       | J. Mucha PO (2007) KO (2019) TD (2023) | S. Tułajew PiS  | M. Filipek-Sobczak PiS             | B. Pejo Konfederacja |                  |               | K. Bojarski KO                             | M. Krawczyk KO     |                | J. Czerniak SLD (2019) NL (2023) |                      |                        |                   |          |                                |          |                     |          |                 |          |                        |

### Wybory parlamentarne 2001
| Komitet wyborczy                                      | Komitet wyborczy                              | Głosów  | %     | Mandaty | Wybrani posłowie                                                                          |
| ----------------------------------------------------- | --------------------------------------------- | ------- | ----- | ------- | ----------------------------------------------------------------------------------------- |
|                                                       | KKW Sojusz Lewicy Demokratycznej – Unia Pracy | 148 814 | 34,27 | 5       | Izabella Sierakowska, Grzegorz Kurczuk, Wiktor Osik, Arkadiusz Kasznia, Zygmunt Szymański |
|                                                       | Polskie Stronnictwo Ludowe                    | 74 998  | 17,27 | 3       | Zdzisław Podkański, Leszek Świętochowski, Tadeusz Polański, Marian Wesołowski             |
|                                                       | Samoobrona Rzeczpospolitej Polskiej           | 57 796  | 13,31 | 2       | Józef Żywiec, Stanisław Głębocki, Marian Widz                                             |
|                                                       | Liga Polskich Rodzin                          | 43 039  | 9,91  | 2       | Gabriela Masłowska, Robert Luśnia                                                         |
|                                                       | Prawo i Sprawiedliwość                        | 40 887  | 9,42  | 2       | Elżbieta Kruk, Andrzej Mańka                                                              |
|                                                       | KWW Platforma Obywatelska                     | 36 843  | 8,48  | 1       | Zyta Gilowska                                                                             |
|                                                       | KKW Akcja Wyborcza Solidarność Prawicy        | 19 547  | 4,50  | –       |                                                                                           |
|                                                       | Unia Wolności                                 | 9458    | 2,18  | –       |                                                                                           |
|                                                       | Alternatywa Ruch Społeczny                    | 1709    | 0,39  | –       |                                                                                           |
|                                                       | Polska Partia Socjalistyczna                  | 1179    | 0,27  | –       |                                                                                           |
| Frekwencja: 48,09% Źródło: Państwowa Komisja Wyborcza |                                               |         |       |         |                                                                                           |

Poniższa tabela przedstawia podział mandatów dla komitetów wyborczych na podstawie uzyskanych głosów, a następnie obliczonych ilorazów wyborczych na podstawie zmodyfikowanej metody Sainte-Laguë.
| Podział mandatów dla komitetów wyborczych na podstawie zmodyfikowanej metody Sainte-Laguë | Podział mandatów dla komitetów wyborczych na podstawie zmodyfikowanej metody Sainte-Laguë | Podział mandatów dla komitetów wyborczych na podstawie zmodyfikowanej metody Sainte-Laguë | Podział mandatów dla komitetów wyborczych na podstawie zmodyfikowanej metody Sainte-Laguë | Podział mandatów dla komitetów wyborczych na podstawie zmodyfikowanej metody Sainte-Laguë | Podział mandatów dla komitetów wyborczych na podstawie zmodyfikowanej metody Sainte-Laguë | Podział mandatów dla komitetów wyborczych na podstawie zmodyfikowanej metody Sainte-Laguë | Podział mandatów dla komitetów wyborczych na podstawie zmodyfikowanej metody Sainte-Laguë | Podział mandatów dla komitetów wyborczych na podstawie zmodyfikowanej metody Sainte-Laguë | Podział mandatów dla komitetów wyborczych na podstawie zmodyfikowanej metody Sainte-Laguë | Podział mandatów dla komitetów wyborczych na podstawie zmodyfikowanej metody Sainte-Laguë | Podział mandatów dla komitetów wyborczych na podstawie zmodyfikowanej metody Sainte-Laguë | Podział mandatów dla komitetów wyborczych na podstawie zmodyfikowanej metody Sainte-Laguë | Podział mandatów dla komitetów wyborczych na podstawie zmodyfikowanej metody Sainte-Laguë |
| Komitet wyborczy                                                                          | Komitet wyborczy                                                                          | Liczba głosów                                                                             | Iloraz wyborczy                                                                           | Iloraz wyborczy                                                                           | Iloraz wyborczy                                                                           | Iloraz wyborczy                                                                           | Iloraz wyborczy                                                                           | Iloraz wyborczy                                                                           | Iloraz wyborczy                                                                           | Iloraz wyborczy                                                                           | Mandaty                                                                                   | TP                                                                                        |                                                                                           |
| Komitet wyborczy                                                                          | Komitet wyborczy                                                                          | Liczba głosów                                                                             | /1,4                                                                                      | /3                                                                                        | /5                                                                                        | /7                                                                                        | /9                                                                                        | /11                                                                                       | ...                                                                                       | /29                                                                                       | Mandaty                                                                                   | TP                                                                                        |                                                                                           |
| ----------------------------------------------------------------------------------------- | ----------------------------------------------------------------------------------------- | ----------------------------------------------------------------------------------------- | ----------------------------------------------------------------------------------------- | ----------------------------------------------------------------------------------------- | ----------------------------------------------------------------------------------------- | ----------------------------------------------------------------------------------------- | ----------------------------------------------------------------------------------------- | ----------------------------------------------------------------------------------------- | ----------------------------------------------------------------------------------------- | ----------------------------------------------------------------------------------------- | ----------------------------------------------------------------------------------------- | ----------------------------------------------------------------------------------------- | ----------------------------------------------------------------------------------------- |
|                                                                                           | KKW Sojusz Lewicy Demokratycznej – Unia Pracy                                             | 148 814                                                                                   | 106 296                                                                                   | 49 605                                                                                    | 29 763                                                                                    | 21 259                                                                                    | 16 535                                                                                    | 13 529                                                                                    | ...                                                                                       | 5132                                                                                      | 5                                                                                         | 5,55                                                                                      |                                                                                           |
|                                                                                           | Polskie Stronnictwo Ludowe                                                                | 74 998                                                                                    | 53 570                                                                                    | 24 999                                                                                    | 15 000                                                                                    | 10 714                                                                                    | 8333                                                                                      | 6818                                                                                      | ...                                                                                       | 2586                                                                                      | 3                                                                                         | 2,80                                                                                      |                                                                                           |
|                                                                                           | Samoobrona Rzeczpospolitej Polskiej                                                       | 57 796                                                                                    | 41 283                                                                                    | 19 265                                                                                    | 11 559                                                                                    | 8257                                                                                      | 6422                                                                                      | 5254                                                                                      | ...                                                                                       | 1993                                                                                      | 2                                                                                         | 2,15                                                                                      |                                                                                           |
|                                                                                           | Liga Polskich Rodzin                                                                      | 43 039                                                                                    | 30 742                                                                                    | 14 346                                                                                    | 8608                                                                                      | 6148                                                                                      | 4782                                                                                      | 3913                                                                                      | ...                                                                                       | 1484                                                                                      | 2                                                                                         | 1,60                                                                                      |                                                                                           |
|                                                                                           | Prawo i Sprawiedliwość                                                                    | 40 887                                                                                    | 29 205                                                                                    | 13 629                                                                                    | 8177                                                                                      | 5841                                                                                      | 4543                                                                                      | 3717                                                                                      | ...                                                                                       | 1410                                                                                      | 2                                                                                         | 1,52                                                                                      |                                                                                           |
|                                                                                           | KWW Platforma Obywatelska                                                                 | 36 843                                                                                    | 26 316                                                                                    | 12 281                                                                                    | 7369                                                                                      | 5263                                                                                      | 4094                                                                                      | 3349                                                                                      | ...                                                                                       | 1270                                                                                      | 1                                                                                         | 1,37                                                                                      |                                                                                           |
| Ogółem                                                                                    | Ogółem                                                                                    | 402 377                                                                                   | —                                                                                         | —                                                                                         | —                                                                                         | —                                                                                         | —                                                                                         | —                                                                                         | —                                                                                         | —                                                                                         | 15                                                                                        | 15                                                                                        |                                                                                           |

### Wybory parlamentarne 2005
| Komitet wyborczy                                      | Komitet wyborczy                        | Głosów  | %     | Mandaty | Wybrani posłowie                                                                                                  |
| ----------------------------------------------------- | --------------------------------------- | ------- | ----- | ------- | --- |
|                                                       | Prawo i Sprawiedliwość                  | 102 403 | 25,82 | 5       | Elżbieta Kruk, Krzysztof Michałkiewicz, Małgorzata Sadurska, Jarosław Żaczek, Jerzy Bielecki, Jarosław Stawiarski |
|                                                       | Platforma Obywatelska RP                | 67 564  | 17,04 | 3       | Janusz Palikot, Włodzimierz Karpiński, Wojciech Wilk                                                              |
|                                                       | Samoobrona Rzeczpospolitej Polskiej     | 57 881  | 14,59 | 2       | Alina Gut, Bolesław Borysiuk                                                                                      |
|                                                       | Liga Polskich Rodzin                    | 49 044  | 12,37 | 2       | Gabriela Masłowska, Andrzej Mańka                                                                                 |
|                                                       | Polskie Stronnictwo Ludowe              | 45 066  | 11,36 | 2       | Jan Łopata, Henryk Smolarz                                                                                        |
|                                                       | Sojusz Lewicy Demokratycznej            | 32 086  | 8,09  | 1       | Grzegorz Kurczuk                                                                                                  |
|                                                       | Socjaldemokracja Polska                 | 16 695  | 4,21  | –       | |
|                                                       | Partia Demokratyczna – demokraci.pl     | 6155    | 1,55  | –       | |
|                                                       | Platforma Janusza Korwin-Mikke          | 4982    | 1,26  | –       | |
|                                                       | Dom Ojczysty                            | 4163    | 1,05  | –       | |
|                                                       | Ruch Patriotyczny                       | 3991    | 1,01  | –       | |
|                                                       | Polska Partia Pracy                     | 1892    | 0,48  | –       | |
|                                                       | Polska Partia Narodowa                  | 1838    | 0,46  | –       | |
|                                                       | KWW – Ogólnopolska Koalicja Obywatelska | 914     | 0,23  | –       | |
|                                                       | Centrum                                 | 847     | 0,21  | –       | |
|                                                       | Inicjatywa RP                           | 615     | 0,16  | –       | |
|                                                       | Narodowe Odrodzenie Polski              | 480     | 0,12  | –       | |
| Frekwencja: 42,89% Źródło: Państwowa Komisja Wyborcza |                                         |         |       |         | |

Poniższa tabela przedstawia podział mandatów dla komitetów wyborczych na podstawie uzyskanych głosów, a następnie obliczonych ilorazów wyborczych na podstawie metody D’Hondta.
| Podział mandatów dla komitetów wyborczych na podstawie metody D’Hondta | Podział mandatów dla komitetów wyborczych na podstawie metody D’Hondta | Podział mandatów dla komitetów wyborczych na podstawie metody D’Hondta | Podział mandatów dla komitetów wyborczych na podstawie metody D’Hondta | Podział mandatów dla komitetów wyborczych na podstawie metody D’Hondta | Podział mandatów dla komitetów wyborczych na podstawie metody D’Hondta | Podział mandatów dla komitetów wyborczych na podstawie metody D’Hondta | Podział mandatów dla komitetów wyborczych na podstawie metody D’Hondta | Podział mandatów dla komitetów wyborczych na podstawie metody D’Hondta | Podział mandatów dla komitetów wyborczych na podstawie metody D’Hondta | Podział mandatów dla komitetów wyborczych na podstawie metody D’Hondta | Podział mandatów dla komitetów wyborczych na podstawie metody D’Hondta | Podział mandatów dla komitetów wyborczych na podstawie metody D’Hondta |
| Komitet wyborczy                                                       | Komitet wyborczy                                                       | Liczba głosów                                                          | Iloraz wyborczy                                                        | Iloraz wyborczy                                                        | Iloraz wyborczy                                                        | Iloraz wyborczy                                                        | Iloraz wyborczy                                                        | Iloraz wyborczy                                                        | Iloraz wyborczy                                                        | Iloraz wyborczy                                                        | Mandaty                                                                | TP                                                                     |
| Komitet wyborczy                                                       | Komitet wyborczy                                                       | Liczba głosów                                                          | /1                                                                     | /2                                                                     | /3                                                                     | /4                                                                     | /5                                                                     | /6                                                                     | ...                                                                    | /15                                                                    | Mandaty                                                                | TP                                                                     |
| ---------------------------------------------------------------------- | ---------------------------------------------------------------------- | ---------------------------------------------------------------------- | ---------------------------------------------------------------------- | ---------------------------------------------------------------------- | ---------------------------------------------------------------------- | ---------------------------------------------------------------------- | ---------------------------------------------------------------------- | ---------------------------------------------------------------------- | ---------------------------------------------------------------------- | ---------------------------------------------------------------------- | ---------------------------------------------------------------------- | ---------------------------------------------------------------------- |
|                                                                        | Prawo i Sprawiedliwość                                                 | 102 403                                                                | 102 403                                                                | 51 202                                                                 | 34 134                                                                 | 25 601                                                                 | 20 481                                                                 | 17 067                                                                 | ...                                                                    | 6827                                                                   | 5                                                                      | 4,34                                                                   |
|                                                                        | Platforma Obywatelska RP                                               | 67 564                                                                 | 67 564                                                                 | 33 782                                                                 | 22 521                                                                 | 16 891                                                                 | 13 513                                                                 | 11 261                                                                 | ...                                                                    | 4504                                                                   | 3                                                                      | 2,86                                                                   |
|                                                                        | Samoobrona Rzeczpospolitej Polskiej                                    | 57 881                                                                 | 57 881                                                                 | 28 941                                                                 | 19 294                                                                 | 14 470                                                                 | 11 576                                                                 | 9647                                                                   | ...                                                                    | 3859                                                                   | 2                                                                      | 2,45                                                                   |
|                                                                        | Liga Polskich Rodzin                                                   | 49 044                                                                 | 49 044                                                                 | 24 522                                                                 | 16 348                                                                 | 12 261                                                                 | 9809                                                                   | 8167                                                                   | ...                                                                    | 3270                                                                   | 2                                                                      | 2,08                                                                   |
|                                                                        | Polskie Stronnictwo Ludowe                                             | 45 066                                                                 | 45 066                                                                 | 22 533                                                                 | 15 022                                                                 | 11 267                                                                 | 9013                                                                   | 7511                                                                   | ...                                                                    | 3004                                                                   | 2                                                                      | 1,91                                                                   |
|                                                                        | Sojusz Lewicy Demokratycznej                                           | 32 086                                                                 | 32 086                                                                 | 16 043                                                                 | 10 695                                                                 | 8022                                                                   | 6417                                                                   | 5348                                                                   | ...                                                                    | 2139                                                                   | 1                                                                      | 1,36                                                                   |
| Ogółem                                                                 | Ogółem                                                                 | 354 044                                                                | —                                                                      | —                                                                      | —                                                                      | —                                                                      | —                                                                      | —                                                                      | —                                                                      | —                                                                      | 15                                                                     | 15                                                                     |

### Wybory parlamentarne 2007
| Komitet wyborczy                                      | Komitet wyborczy                      | Głosów  | %     | Mandaty | Wybrani posłowie |
| ----------------------------------------------------- | ------------------------------------- | ------- | ----- | ------- | --- |
|                                                       | Prawo i Sprawiedliwość                | 208 323 | 41,52 | 7       | Elżbieta Kruk, Małgorzata Sadurska, Gabriela Masłowska, Jarosław Żaczek, Jarosław Stawiarski, Lech Sprawka, Krzysztof Michałkiewicz |
|                                                       | Platforma Obywatelska RP              | 147 852 | 29,47 | 5       | Janusz Palikot, Joanna Mucha, Włodzimierz Karpiński, Magdalena Gąsior-Marek, Wojciech Wilk, Zbigniew Wojciechowski                  |
|                                                       | Polskie Stronnictwo Ludowe            | 62 983  | 12,55 | 2       | Jan Łopata, Edward Wojtas, Marian Starownik                                                                                         |
|                                                       | KKW Lewica i Demokraci SLD+SDPL+PD+UP | 52 680  | 10,50 | 1       | Izabella Sierakowska |
|                                                       | Liga Polskich Rodzin                  | 9602    | 1,91  | –       | |
|                                                       | Samoobrona Rzeczpospolitej Polskiej   | 8836    | 1,76  | –       | |
|                                                       | Partia Kobiet                         | 4971    | 0,99  | –       | |
|                                                       | Polska Partia Pracy                   | 3926    | 0,78  | –       | |
|                                                       | Samoobrona Patriotyczna               | 2531    | 0,50  | –       | |
| Frekwencja: 53,05% Źródło: Państwowa Komisja Wyborcza |                                       |         |       |         | |

Poniższa tabela przedstawia podział mandatów dla komitetów wyborczych na podstawie uzyskanych głosów, a następnie obliczonych ilorazów wyborczych na podstawie metody D’Hondta.
| Podział mandatów dla komitetów wyborczych na podstawie metody D’Hondta | Podział mandatów dla komitetów wyborczych na podstawie metody D’Hondta | Podział mandatów dla komitetów wyborczych na podstawie metody D’Hondta | Podział mandatów dla komitetów wyborczych na podstawie metody D’Hondta | Podział mandatów dla komitetów wyborczych na podstawie metody D’Hondta | Podział mandatów dla komitetów wyborczych na podstawie metody D’Hondta | Podział mandatów dla komitetów wyborczych na podstawie metody D’Hondta | Podział mandatów dla komitetów wyborczych na podstawie metody D’Hondta | Podział mandatów dla komitetów wyborczych na podstawie metody D’Hondta | Podział mandatów dla komitetów wyborczych na podstawie metody D’Hondta | Podział mandatów dla komitetów wyborczych na podstawie metody D’Hondta | Podział mandatów dla komitetów wyborczych na podstawie metody D’Hondta | Podział mandatów dla komitetów wyborczych na podstawie metody D’Hondta | Podział mandatów dla komitetów wyborczych na podstawie metody D’Hondta | Podział mandatów dla komitetów wyborczych na podstawie metody D’Hondta |
| Komitet wyborczy                                                       | Komitet wyborczy                                                       | Liczba głosów                                                          | Iloraz wyborczy                                                        | Iloraz wyborczy                                                        | Iloraz wyborczy                                                        | Iloraz wyborczy                                                        | Iloraz wyborczy                                                        | Iloraz wyborczy                                                        | Iloraz wyborczy                                                        | Iloraz wyborczy                                                        | Iloraz wyborczy                                                        | Iloraz wyborczy                                                        | Mandaty                                                                | TP                                                                     |
| Komitet wyborczy                                                       | Komitet wyborczy                                                       | Liczba głosów                                                          | /1                                                                     | /2                                                                     | /3                                                                     | /4                                                                     | /5                                                                     | /6                                                                     | /7                                                                     | /8                                                                     | ...                                                                    | /15                                                                    | Mandaty                                                                | TP                                                                     |
| ---------------------------------------------------------------------- | ---------------------------------------------------------------------- | ---------------------------------------------------------------------- | ---------------------------------------------------------------------- | ---------------------------------------------------------------------- | ---------------------------------------------------------------------- | ---------------------------------------------------------------------- | ---------------------------------------------------------------------- | ---------------------------------------------------------------------- | ---------------------------------------------------------------------- | ---------------------------------------------------------------------- | ---------------------------------------------------------------------- | ---------------------------------------------------------------------- | ---------------------------------------------------------------------- | ---------------------------------------------------------------------- |
|                                                                        | Prawo i Sprawiedliwość                                                 | 208 323                                                                | 208 323                                                                | 104 162                                                                | 69 441                                                                 | 52 081                                                                 | 41 665                                                                 | 34 721                                                                 | 29 760                                                                 | 26 040                                                                 | ...                                                                    | 13 888                                                                 | 7                                                                      | 6,62                                                                   |
|                                                                        | Platforma Obywatelska RP                                               | 147 852                                                                | 147 852                                                                | 73 926                                                                 | 49 284                                                                 | 36 963                                                                 | 29 570                                                                 | 24 642                                                                 | 21 122                                                                 | 18 482                                                                 | ...                                                                    | 9857                                                                   | 5                                                                      | 4,70                                                                   |
|                                                                        | Polskie Stronnictwo Ludowe                                             | 62 983                                                                 | 62 983                                                                 | 31 492                                                                 | 20 994                                                                 | 15 746                                                                 | 12 597                                                                 | 10 497                                                                 | 8998                                                                   | 7873                                                                   | ...                                                                    | 4199                                                                   | 2                                                                      | 2,00                                                                   |
|                                                                        | KKW Lewica i Demokraci SLD+SDPL+PD+UP                                  | 52 680                                                                 | 52 680                                                                 | 26 340                                                                 | 17 560                                                                 | 13 170                                                                 | 10 536                                                                 | 8780                                                                   | 7526                                                                   | 6585                                                                   | ...                                                                    | 3512                                                                   | 1                                                                      | 1,67                                                                   |
| Ogółem                                                                 | Ogółem                                                                 | 471 838                                                                | —                                                                      | —                                                                      | —                                                                      | —                                                                      | —                                                                      | —                                                                      | —                                                                      | —                                                                      | —                                                                      | —                                                                      | 15                                                                     | 15                                                                     |

### Wybory parlamentarne 2011
| Komitet wyborczy                                      | Komitet wyborczy                    | Głosów  | %     | Mandaty | Wybrani posłowie |
| ----------------------------------------------------- | ----------------------------------- | ------- | ----- | ------- | --- |
|                                                       | Prawo i Sprawiedliwość              | 177 543 | 38,58 | 6       | Elżbieta Kruk, Lech Sprawka, Gabriela Masłowska, Małgorzata Sadurska, Krzysztof Michałkiewicz, Jarosław Żaczek, Jarosław Stawiarski, Krzysztof Głuchowski |
|                                                       | Platforma Obywatelska RP            | 116 252 | 25,26 | 4       | Joanna Mucha, Magdalena Gąsior-Marek, Włodzimierz Karpiński, Cezary Kucharski                                                                             |
|                                                       | Polskie Stronnictwo Ludowe          | 57 606  | 12,52 | 2       | Krzysztof Hetman, Jan Łopata, Henryk Smolarz |
|                                                       | Ruch Palikota                       | 54 139  | 11,77 | 2       | Zofia Popiołek, Michał Kabaciński |
|                                                       | Sojusz Lewicy Demokratycznej        | 29 799  | 6,48  | 1       | Jacek Czerniak |
|                                                       | Polska Jest Najważniejsza           | 11 924  | 2,59  | –       | |
|                                                       | Nowa Prawica – Janusza Korwin-Mikke | 8779    | 1,91  | –       | |
|                                                       | Polska Partia Pracy – Sierpień 80   | 2294    | 0,50  | –       | |
|                                                       | Prawica                             | 1819    | 0,40  | –       | |
| Frekwencja: 49,31% Źródło: Państwowa Komisja Wyborcza |                                     |         |       |         | |

Poniższa tabela przedstawia podział mandatów dla komitetów wyborczych na podstawie uzyskanych głosów, a następnie obliczonych ilorazów wyborczych na podstawie metody D’Hondta.
| Podział mandatów dla komitetów wyborczych na podstawie metody D’Hondta | Podział mandatów dla komitetów wyborczych na podstawie metody D’Hondta | Podział mandatów dla komitetów wyborczych na podstawie metody D’Hondta | Podział mandatów dla komitetów wyborczych na podstawie metody D’Hondta | Podział mandatów dla komitetów wyborczych na podstawie metody D’Hondta | Podział mandatów dla komitetów wyborczych na podstawie metody D’Hondta | Podział mandatów dla komitetów wyborczych na podstawie metody D’Hondta | Podział mandatów dla komitetów wyborczych na podstawie metody D’Hondta | Podział mandatów dla komitetów wyborczych na podstawie metody D’Hondta | Podział mandatów dla komitetów wyborczych na podstawie metody D’Hondta | Podział mandatów dla komitetów wyborczych na podstawie metody D’Hondta | Podział mandatów dla komitetów wyborczych na podstawie metody D’Hondta | Podział mandatów dla komitetów wyborczych na podstawie metody D’Hondta | Podział mandatów dla komitetów wyborczych na podstawie metody D’Hondta |
| Komitet wyborczy                                                       | Komitet wyborczy                                                       | Liczba głosów                                                          | Iloraz wyborczy                                                        | Iloraz wyborczy                                                        | Iloraz wyborczy                                                        | Iloraz wyborczy                                                        | Iloraz wyborczy                                                        | Iloraz wyborczy                                                        | Iloraz wyborczy                                                        | Iloraz wyborczy                                                        | Iloraz wyborczy                                                        | Mandaty                                                                | TP                                                                     |
| Komitet wyborczy                                                       | Komitet wyborczy                                                       | Liczba głosów                                                          | /1                                                                     | /2                                                                     | /3                                                                     | /4                                                                     | /5                                                                     | /6                                                                     | /7                                                                     | ...                                                                    | /15                                                                    | Mandaty                                                                | TP                                                                     |
| ---------------------------------------------------------------------- | ---------------------------------------------------------------------- | ---------------------------------------------------------------------- | ---------------------------------------------------------------------- | ---------------------------------------------------------------------- | ---------------------------------------------------------------------- | ---------------------------------------------------------------------- | ---------------------------------------------------------------------- | ---------------------------------------------------------------------- | ---------------------------------------------------------------------- | ---------------------------------------------------------------------- | ---------------------------------------------------------------------- | ---------------------------------------------------------------------- | ---------------------------------------------------------------------- |
|                                                                        | Prawo i Sprawiedliwość                                                 | 177 543                                                                | 177 543                                                                | 88 772                                                                 | 59 181                                                                 | 44 386                                                                 | 35 509                                                                 | 29 591                                                                 | 25 363                                                                 | ...                                                                    | 11 836                                                                 | 6                                                                      | 6,12                                                                   |
|                                                                        | Platforma Obywatelska RP                                               | 116 252                                                                | 116 252                                                                | 58 126                                                                 | 38 751                                                                 | 29 063                                                                 | 23 250                                                                 | 19 375                                                                 | 16 607                                                                 | ...                                                                    | 7750                                                                   | 4                                                                      | 4,01                                                                   |
|                                                                        | Polskie Stronnictwo Ludowe                                             | 57 606                                                                 | 57 606                                                                 | 28 803                                                                 | 19 202                                                                 | 14 402                                                                 | 11 521                                                                 | 9601                                                                   | 8229                                                                   | ...                                                                    | 3840                                                                   | 2                                                                      | 1,98                                                                   |
|                                                                        | Ruch Palikota                                                          | 54 139                                                                 | 54 139                                                                 | 27 070                                                                 | 18 046                                                                 | 13 535                                                                 | 10 828                                                                 | 9023                                                                   | 7734                                                                   | ...                                                                    | 3609                                                                   | 2                                                                      | 1,87                                                                   |
|                                                                        | Sojusz Lewicy Demokratycznej                                           | 29799                                                                  | 29 799                                                                 | 14 900                                                                 | 9933                                                                   | 7450                                                                   | 5960                                                                   | 4967                                                                   | 4257                                                                   | ...                                                                    | 1987                                                                   | 1                                                                      | 1,03                                                                   |
| Ogółem                                                                 | Ogółem                                                                 | 435 339                                                                | —                                                                      | —                                                                      | —                                                                      | —                                                                      | —                                                                      | —                                                                      | —                                                                      | —                                                                      | —                                                                      | 15                                                                     | 15                                                                     |

### Wybory parlamentarne 2015
| Komitet wyborczy                                      | Komitet wyborczy                             | Głosów  | %     | Mandaty | Wybrani posłowie |
| ----------------------------------------------------- | -------------------------------------------- | ------- | ----- | ------- | --- |
|                                                       | Prawo i Sprawiedliwość                       | 232 014 | 47,57 | 10      | Elżbieta Kruk, Gabriela Masłowska, Sylwester Tułajew, Artur Soboń, Jarosław Stawiarski, Krzysztof Michałkiewicz, Lech Sprawka, Krzysztof Głuchowski, Krzysztof Szulowski, Jerzy Bielecki, Sławomir Skwarek, Adam Kałaska |
|                                                       | Platforma Obywatelska RP                     | 80 892  | 16,59 | 3       | Joanna Mucha, Włodzimierz Karpiński, Wojciech Wilk, Magdalena Marek |
|                                                       | KWW Kukiz’15                                 | 45 448  | 9,32  | 1       | Jakub Kulesza |
|                                                       | Polskie Stronnictwo Ludowe                   | 37 733  | 7,74  | 1       | Jan Łopata |
|                                                       | KKW Zjednoczona Lewica SLD+TR+PPS+UP+Zieloni | 29 172  | 5,98  | –       | |
|                                                       | KORWiN                                       | 24 376  | 5,00  | –       | |
|                                                       | Nowoczesna Ryszarda Petru                    | 22 158  | 4,54  | –       | |
|                                                       | Partia Razem                                 | 13 395  | 2,75  | –       | |
|                                                       | KWW Grzegorza Brauna „Szczęść Boże!”         | 1353    | 0,28  | –       | |
|                                                       | KWW Ruch Społeczny Rzeczypospolitej Polskiej | 599     | 0,12  | –       | |
|                                                       | Samoobrona                                   | 580     | 0,12  | –       | |
| Frekwencja: 52,01% Źródło: Państwowa Komisja Wyborcza |                                              |         |       |         | |

Poniższa tabela przedstawia podział mandatów dla komitetów wyborczych na podstawie uzyskanych głosów, a następnie obliczonych ilorazów wyborczych na podstawie metody D’Hondta.
| Podział mandatów dla komitetów wyborczych na podstawie metody D’Hondta | Podział mandatów dla komitetów wyborczych na podstawie metody D’Hondta | Podział mandatów dla komitetów wyborczych na podstawie metody D’Hondta | Podział mandatów dla komitetów wyborczych na podstawie metody D’Hondta | Podział mandatów dla komitetów wyborczych na podstawie metody D’Hondta | Podział mandatów dla komitetów wyborczych na podstawie metody D’Hondta | Podział mandatów dla komitetów wyborczych na podstawie metody D’Hondta | Podział mandatów dla komitetów wyborczych na podstawie metody D’Hondta | Podział mandatów dla komitetów wyborczych na podstawie metody D’Hondta | Podział mandatów dla komitetów wyborczych na podstawie metody D’Hondta | Podział mandatów dla komitetów wyborczych na podstawie metody D’Hondta | Podział mandatów dla komitetów wyborczych na podstawie metody D’Hondta | Podział mandatów dla komitetów wyborczych na podstawie metody D’Hondta | Podział mandatów dla komitetów wyborczych na podstawie metody D’Hondta | Podział mandatów dla komitetów wyborczych na podstawie metody D’Hondta | Podział mandatów dla komitetów wyborczych na podstawie metody D’Hondta | Podział mandatów dla komitetów wyborczych na podstawie metody D’Hondta | Podział mandatów dla komitetów wyborczych na podstawie metody D’Hondta |
| Komitet wyborczy                                                       | Komitet wyborczy                                                       | Liczba głosów                                                          | Iloraz wyborczy                                                        | Iloraz wyborczy                                                        | Iloraz wyborczy                                                        | Iloraz wyborczy                                                        | Iloraz wyborczy                                                        | Iloraz wyborczy                                                        | Iloraz wyborczy                                                        | Iloraz wyborczy                                                        | Iloraz wyborczy                                                        | Iloraz wyborczy                                                        | Iloraz wyborczy                                                        | Iloraz wyborczy                                                        | Iloraz wyborczy                                                        | Mandaty                                                                | TP                                                                     |
| Komitet wyborczy                                                       | Komitet wyborczy                                                       | Liczba głosów                                                          | /1                                                                     | /2                                                                     | /3                                                                     | /4                                                                     | /5                                                                     | /6                                                                     | /7                                                                     | /8                                                                     | /9                                                                     | /10                                                                    | /11                                                                    | ...                                                                    | /15                                                                    | Mandaty                                                                | TP                                                                     |
| ---------------------------------------------------------------------- | ---------------------------------------------------------------------- | ---------------------------------------------------------------------- | ---------------------------------------------------------------------- | ---------------------------------------------------------------------- | ---------------------------------------------------------------------- | ---------------------------------------------------------------------- | ---------------------------------------------------------------------- | ---------------------------------------------------------------------- | ---------------------------------------------------------------------- | ---------------------------------------------------------------------- | ---------------------------------------------------------------------- | ---------------------------------------------------------------------- | ---------------------------------------------------------------------- | ---------------------------------------------------------------------- | ---------------------------------------------------------------------- | ---------------------------------------------------------------------- | ---------------------------------------------------------------------- |
|                                                                        | Prawo i Sprawiedliwość                                                 | 232 014                                                                | 232 014                                                                | 116 007                                                                | 77 338                                                                 | 58 004                                                                 | 46 403                                                                 | 38 669                                                                 | 33 145                                                                 | 29 002                                                                 | 25 779                                                                 | 23 201                                                                 | 21 092                                                                 | ...                                                                    | 15 468                                                                 | 10                                                                     | 8,32                                                                   |
|                                                                        | Platforma Obywatelska RP                                               | 80 892                                                                 | 80 892                                                                 | 40 446                                                                 | 26 964                                                                 | 20 223                                                                 | 16 178                                                                 | 13 482                                                                 | 11 556                                                                 | 10 112                                                                 | 8988                                                                   | 8089                                                                   | 7354                                                                   | ...                                                                    | 5393                                                                   | 3                                                                      | 2,90                                                                   |
|                                                                        | KWW Kukiz’15                                                           | 45 448                                                                 | 45 448                                                                 | 22 724                                                                 | 15 149                                                                 | 11 362                                                                 | 9090                                                                   | 7575                                                                   | 6493                                                                   | 5681                                                                   | 5050                                                                   | 4545                                                                   | 4132                                                                   | ...                                                                    | 3030                                                                   | 1                                                                      | 1,63                                                                   |
|                                                                        | Polskie Stronnictwo Ludowe                                             | 37 733                                                                 | 37 733                                                                 | 18 867                                                                 | 12 578                                                                 | 9433                                                                   | 7547                                                                   | 6289                                                                   | 5390                                                                   | 4717                                                                   | 4193                                                                   | 3773                                                                   | 3430                                                                   | ...                                                                    | 2516                                                                   | 1                                                                      | 1,35                                                                   |
|                                                                        | Nowoczesna Ryszarda Petru                                              | 22 158                                                                 | 22 158                                                                 | 11 079                                                                 | 7386                                                                   | 5540                                                                   | 4432                                                                   | 3693                                                                   | 3165                                                                   | 2770                                                                   | 2462                                                                   | 2216                                                                   | 2014                                                                   | ...                                                                    | 1477                                                                   | 0                                                                      | 0,79                                                                   |
| Ogółem                                                                 | Ogółem                                                                 | 418 245                                                                | —                                                                      | —                                                                      | —                                                                      | —                                                                      | —                                                                      | —                                                                      | —                                                                      | —                                                                      | —                                                                      | —                                                                      | —                                                                      | —                                                                      | —                                                                      | 15                                                                     | 15                                                                     |

### Wybory parlamentarne 2019
| Komitet wyborczy                                      | Komitet wyborczy                           | Głosów  | %     | Mandaty | Wybrani posłowie |
| ----------------------------------------------------- | ------------------------------------------ | ------- | ----- | ------- | --- |
|                                                       | Prawo i Sprawiedliwość                     | 313 284 | 55,39 | 9       | Przemysław Czarnek, Sylwester Tułajew, Artur Soboń, Sławomir Skwarek, Gabriela Masłowska, Kazimierz Choma, Jan Kanthak, Jerzy Bielecki, Krzysztof Szulowski, Krzysztof Głuchowski, Leszek Kowalczyk |
|                                                       | KKW Koalicja Obywatelska PO .N iPL Zieloni | 109 185 | 19,30 | 3       | Joanna Mucha, Marta Wcisło, Michał Krawczyk |
|                                                       | Polskie Stronnictwo Ludowe                 | 51 474  | 9,10  | 1       | Jan Łopata |
|                                                       | Sojusz Lewicy Demokratycznej               | 44 152  | 7,81  | 1       | Jacek Czerniak |
|                                                       | Konfederacja Wolność i Niepodległość       | 40 012  | 7,07  | 1       | Jakub Kulesza |
|                                                       | KWW Koalicja Bezpartyjni i Samorządowcy    | 7490    | 1,32  | –       | |
| Frekwencja: 60,88% Źródło: Państwowa Komisja Wyborcza |                                            |         |       |         | |

Poniższa tabela przedstawia podział mandatów dla komitetów wyborczych na podstawie uzyskanych głosów, a następnie obliczonych ilorazów wyborczych na podstawie metody D’Hondta.
| Podział mandatów dla komitetów wyborczych na podstawie metody D’Hondta | Podział mandatów dla komitetów wyborczych na podstawie metody D’Hondta | Podział mandatów dla komitetów wyborczych na podstawie metody D’Hondta | Podział mandatów dla komitetów wyborczych na podstawie metody D’Hondta | Podział mandatów dla komitetów wyborczych na podstawie metody D’Hondta | Podział mandatów dla komitetów wyborczych na podstawie metody D’Hondta | Podział mandatów dla komitetów wyborczych na podstawie metody D’Hondta | Podział mandatów dla komitetów wyborczych na podstawie metody D’Hondta | Podział mandatów dla komitetów wyborczych na podstawie metody D’Hondta | Podział mandatów dla komitetów wyborczych na podstawie metody D’Hondta | Podział mandatów dla komitetów wyborczych na podstawie metody D’Hondta | Podział mandatów dla komitetów wyborczych na podstawie metody D’Hondta | Podział mandatów dla komitetów wyborczych na podstawie metody D’Hondta | Podział mandatów dla komitetów wyborczych na podstawie metody D’Hondta | Podział mandatów dla komitetów wyborczych na podstawie metody D’Hondta | Podział mandatów dla komitetów wyborczych na podstawie metody D’Hondta | Podział mandatów dla komitetów wyborczych na podstawie metody D’Hondta |
| Komitet wyborczy                                                       | Komitet wyborczy                                                       | Liczba głosów                                                          | Iloraz wyborczy                                                        | Iloraz wyborczy                                                        | Iloraz wyborczy                                                        | Iloraz wyborczy                                                        | Iloraz wyborczy                                                        | Iloraz wyborczy                                                        | Iloraz wyborczy                                                        | Iloraz wyborczy                                                        | Iloraz wyborczy                                                        | Iloraz wyborczy                                                        | Iloraz wyborczy                                                        | Iloraz wyborczy                                                        | Mandaty                                                                | TP                                                                     |
| Komitet wyborczy                                                       | Komitet wyborczy                                                       | Liczba głosów                                                          | /1                                                                     | /2                                                                     | /3                                                                     | /4                                                                     | /5                                                                     | /6                                                                     | /7                                                                     | /8                                                                     | /9                                                                     | /10                                                                    | ...                                                                    | /15                                                                    | Mandaty                                                                | TP                                                                     |
| ---------------------------------------------------------------------- | ---------------------------------------------------------------------- | ---------------------------------------------------------------------- | ---------------------------------------------------------------------- | ---------------------------------------------------------------------- | ---------------------------------------------------------------------- | ---------------------------------------------------------------------- | ---------------------------------------------------------------------- | ---------------------------------------------------------------------- | ---------------------------------------------------------------------- | ---------------------------------------------------------------------- | ---------------------------------------------------------------------- | ---------------------------------------------------------------------- | ---------------------------------------------------------------------- | ---------------------------------------------------------------------- | ---------------------------------------------------------------------- | ---------------------------------------------------------------------- |
|                                                                        | Prawo i Sprawiedliwość                                                 | 313 284                                                                | 313 284                                                                | 156 642                                                                | 104 428                                                                | 78 321                                                                 | 62 657                                                                 | 52 214                                                                 | 44 755                                                                 | 39 161                                                                 | 34 809                                                                 | 31 328                                                                 | ...                                                                    | 20 886                                                                 | 9                                                                      | 8,42                                                                   |
|                                                                        | KKW Koalicja Obywatelska PO .N iPL Zieloni                             | 109 185                                                                | 109 185                                                                | 54 593                                                                 | 36 395                                                                 | 27 296                                                                 | 21 837                                                                 | 18 198                                                                 | 15 598                                                                 | 13 648                                                                 | 12 132                                                                 | 10 919                                                                 | ...                                                                    | 7279                                                                   | 3                                                                      | 2,93                                                                   |
|                                                                        | Polskie Stronnictwo Ludowe                                             | 51 474                                                                 | 51 474                                                                 | 25 737                                                                 | 17 158                                                                 | 12 869                                                                 | 10 295                                                                 | 8579                                                                   | 7353                                                                   | 6434                                                                   | 5719                                                                   | 5147                                                                   | ...                                                                    | 3432                                                                   | 1                                                                      | 1,38                                                                   |
|                                                                        | Sojusz Lewicy Demokratycznej                                           | 44 152                                                                 | 44 152                                                                 | 22 076                                                                 | 14 717                                                                 | 11 038                                                                 | 8830                                                                   | 7359                                                                   | 6307                                                                   | 5519                                                                   | 4906                                                                   | 4415                                                                   | ...                                                                    | 2943                                                                   | 1                                                                      | 1,19                                                                   |
|                                                                        | Konfederacja Wolność i Niepodległość                                   | 40 012                                                                 | 40 012                                                                 | 20 006                                                                 | 13 337                                                                 | 10 003                                                                 | 8002                                                                   | 6669                                                                   | 5716                                                                   | 5002                                                                   | 4446                                                                   | 4001                                                                   | ...                                                                    | 2667                                                                   | 1                                                                      | 1,08                                                                   |
| Ogółem                                                                 | Ogółem                                                                 | 558 107                                                                | —                                                                      | —                                                                      | —                                                                      | —                                                                      | —                                                                      | —                                                                      | —                                                                      | —                                                                      | —                                                                      | —                                                                      | —                                                                      | —                                                                      | 15                                                                     | 15                                                                     |

### Wybory parlamentarne 2023
| Komitet wyborczy                                      | Komitet wyborczy                                                           | Głosów  | %     | Mandaty | Wybrani posłowie |
| ----------------------------------------------------- | -------------------------------------------------------------------------- | ------- | ----- | ------- | --- |
|                                                       | Prawo i Sprawiedliwość                                                     | 294 847 | 45,48 | 8       | Przemysław Czarnek, Artur Soboń, Jan Kanthak, Michał Moskal, Sławomir Skwarek, Magdalena Filipek-Sobczak, Sylwester Tułajew, Kazimierz Choma, Anna Baluch |
|                                                       | KKW Koalicja Obywatelska PO .N iPL Zieloni                                 | 131 712 | 20,32 | 3       | Marta Wcisło, Michał Krawczyk, Krzysztof Bojarski, Bożena Lisowska                                                                                        |
|                                                       | KKW Trzecia Droga Polska 2050 Szymona Hołowni – Polskie Stronnictwo Ludowe | 102 894 | 15,87 | 2       | Joanna Mucha, Krzysztof Hetman, Henryk Smolarz |
|                                                       | Konfederacja Wolność i Niepodległość                                       | 54 325  | 8,38  | 1       | Bartłomiej Pejo |
|                                                       | Nowa Lewica                                                                | 37 083  | 5,72  | 1       | Jacek Czerniak |
|                                                       | Polska Jest Jedna                                                          | 14 892  | 2,30  | –       | |
|                                                       | KWW Koalicja Bezpartyjni i Samorządowcy                                    | 10 344  | 1,60  | –       | |
|                                                       | KWW Ruchu Dobrobytu i Pokoju                                               | 2250    | 0,35  | –       | |
| Frekwencja: 73,03% Źródło: Państwowa Komisja Wyborcza |                                                                            |         |       |         | |

Poniższa tabela przedstawia podział mandatów dla komitetów wyborczych na podstawie uzyskanych głosów, a następnie obliczonych ilorazów wyborczych na podstawie metody D’Hondta.
| Podział mandatów dla komitetów wyborczych na podstawie metody D’Hondta | Podział mandatów dla komitetów wyborczych na podstawie metody D’Hondta     | Podział mandatów dla komitetów wyborczych na podstawie metody D’Hondta | Podział mandatów dla komitetów wyborczych na podstawie metody D’Hondta | Podział mandatów dla komitetów wyborczych na podstawie metody D’Hondta | Podział mandatów dla komitetów wyborczych na podstawie metody D’Hondta | Podział mandatów dla komitetów wyborczych na podstawie metody D’Hondta | Podział mandatów dla komitetów wyborczych na podstawie metody D’Hondta | Podział mandatów dla komitetów wyborczych na podstawie metody D’Hondta | Podział mandatów dla komitetów wyborczych na podstawie metody D’Hondta | Podział mandatów dla komitetów wyborczych na podstawie metody D’Hondta | Podział mandatów dla komitetów wyborczych na podstawie metody D’Hondta | Podział mandatów dla komitetów wyborczych na podstawie metody D’Hondta | Podział mandatów dla komitetów wyborczych na podstawie metody D’Hondta | Podział mandatów dla komitetów wyborczych na podstawie metody D’Hondta | Podział mandatów dla komitetów wyborczych na podstawie metody D’Hondta | Podział mandatów dla komitetów wyborczych na podstawie metody D’Hondta |
| Komitet wyborczy                                                       | Komitet wyborczy                                                           | Liczba głosów                                                          | Iloraz wyborczy                                                        | Iloraz wyborczy                                                        | Iloraz wyborczy                                                        | Iloraz wyborczy                                                        | Iloraz wyborczy                                                        | Iloraz wyborczy                                                        | Iloraz wyborczy                                                        | Iloraz wyborczy                                                        | Iloraz wyborczy                                                        | Iloraz wyborczy                                                        | Iloraz wyborczy                                                        | Mandaty                                                                | TP                                                                     |                                                                        |
| Komitet wyborczy                                                       | Komitet wyborczy                                                           | Liczba głosów                                                          | /1                                                                     | /2                                                                     | /3                                                                     | /4                                                                     | /5                                                                     | /6                                                                     | /7                                                                     | /8                                                                     | /9                                                                     | ...                                                                    | /15                                                                    | Mandaty                                                                | TP                                                                     |                                                                        |
| ---------------------------------------------------------------------- | -------------------------------------------------------------------------- | ---------------------------------------------------------------------- | ---------------------------------------------------------------------- | ---------------------------------------------------------------------- | ---------------------------------------------------------------------- | ---------------------------------------------------------------------- | ---------------------------------------------------------------------- | ---------------------------------------------------------------------- | ---------------------------------------------------------------------- | ---------------------------------------------------------------------- | ---------------------------------------------------------------------- | ---------------------------------------------------------------------- | ---------------------------------------------------------------------- | ---------------------------------------------------------------------- | ---------------------------------------------------------------------- | ---------------------------------------------------------------------- |
|                                                                        | Prawo i Sprawiedliwość                                                     | 294 847                                                                | 294 847                                                                | 147 424                                                                | 98 282                                                                 | 73 712                                                                 | 58 969                                                                 | 49 149                                                                 | 42 121                                                                 | 36 856                                                                 | 32 761                                                                 | ...                                                                    | 19 656                                                                 | 8                                                                      | 7,12                                                                   |                                                                        |
|                                                                        | KKW Koalicja Obywatelska PO .N iPL Zieloni                                 | 131 712                                                                | 131 712                                                                | 65 856                                                                 | 43 904                                                                 | 32 928                                                                 | 26 342                                                                 | 21 952                                                                 | 18 816                                                                 | 16 464                                                                 | 14 635                                                                 | ...                                                                    | 8781                                                                   | 3                                                                      | 3,18                                                                   |                                                                        |
|                                                                        | KKW Trzecia Droga Polska 2050 Szymona Hołowni – Polskie Stronnictwo Ludowe | 102 894                                                                | 102 894                                                                | 51 447                                                                 | 34 298                                                                 | 25 724                                                                 | 20 579                                                                 | 17 149                                                                 | 14 699                                                                 | 12 862                                                                 | 11 433                                                                 | ...                                                                    | 6860                                                                   | 2                                                                      | 2,49                                                                   |                                                                        |
|                                                                        | Konfederacja Wolność i Niepodległość                                       | 54 325                                                                 | 54 325                                                                 | 27 163                                                                 | 18 108                                                                 | 13 581                                                                 | 10 865                                                                 | 9054                                                                   | 7761                                                                   | 6791                                                                   | 6036                                                                   | ...                                                                    | 3622                                                                   | 1                                                                      | 1,31                                                                   |                                                                        |
|                                                                        | Nowa Lewica                                                                | 37 083                                                                 | 37 083                                                                 | 18 542                                                                 | 12 361                                                                 | 9271                                                                   | 7417                                                                   | 6181                                                                   | 5298                                                                   | 4635                                                                   | 4120                                                                   | ...                                                                    | 2472                                                                   | 1                                                                      | 0,90                                                                   |                                                                        |
| Ogółem                                                                 | Ogółem                                                                     | 620 861                                                                | —                                                                      | —                                                                      | —                                                                      | —                                                                      | —                                                                      | —                                                                      | —                                                                      | —                                                                      | —                                                                      | —                                                                      | —                                                                      | 15                                                                     | 15                                                                     |                                                                        |